# Jørgen Fris Jensen
 Der er flere personer med dette navn, se Jørgen Jensen.
Jørgen Fris Jensen (26. september 1927 i Aarhus – 13. marts 2010) var en dansk agronom og professor, dr. h.c.
Han var søn af bankbetjent A. Fris Jensen (død 1967) og hustru Ingrid f. Bak Sørensen, blev agronom 1954 og lic.agro. 1959. Derpå blev Fris Jensen ansat ved Statens Byggeforskningsinstitut 1954-57, ansat ved Statens Husdyrbrugsudvalg, Landøkonomisk Forsøgslaboratorium, afd. for fjerkræforsøg 1959-72 og under orlov 1968-70 adjunktstipendiat ved Den Kongelige Veterinær- og Landbohøjskole og dernæst professor i fjerkræets avl og fodring ved Landbohøjskolen og forstander for afdelingen for fjerkræforsøg under Statens Husdyrbrugsforsøg fra 1972.
Han var tillige formand for udvalget på avlsstationerne med fjerkræ og for udvalget for fjerkræforsøg på statens gårde; medlem af Landbrugsministeriets udvalg vedr. lægemiddelholdige foderstoffer og af udvalget for forsøgsfjerkræslagteriet.
Han var Ridder af 1. grad af Dannebrog.